# Странка независних социјалдемократа Републике Српске
Странка независних социјалдемократа Републике Српске (СНСД РС) је бивша политичка странка у Републици Српској, односно фракција тадашње Странке независних социјалдемократа. Лидер СНСД-а РС био је Брано Миљуш.
Дана 31. децембра 1998, на истеку законског рока, тадашњи предсједник РС Никола Поплашен понудио је Брани Миљушу, члану СНСД-а, да буде мандатар за нови састав Владе РС. Миљуш је ову понуду прихватио. Дана 4. јануара 1999. године на сједници Извршног одбора СНСД-а искључен је из странке јер се о прихватању мандата није усагласио са органима странке којој је припадао. Због неслагања са одлуком Извршног одбора Миљуш је 23. јануара сазвао Трећи ванредни сабор СНСД-а, односно сабор СНСД-а РС, на коме је озваничио формирање Странке независних социјалдемократа РС. Због постојања још једне странке социјалдемократа име странке је постало спорно, но странка није политички заживјела и убрзо је угашена.